# Erik Kihlblom
Erik Alf Kihlblom, född den 12 april 1901 i Riseberga, Kristianstads län, död den 7 september 1973, var en svensk general. Han var son till Arnold Kihlblom och måg till Carl Lindhagen. 
Kihlblom blev filosofie kandidat 1928, fänrik vid Wendes artilleriregemente 1921, löjtnant 1925, vid artilleristaben 1933, kapten 1934, vid Norrbottens artillerikår 1938, major vid  Artilleri- och ingenjörhögskolan 1941, vid generalstaben 1941, arméinspektör 1942, överstelöjtnant vid generalstaben 1944, överste 1947 och generalmajor 1961. Han var lärare vid Artilleri- och ingenjörhögskolan 1939–1942, vid Artilleriskjutskolan 1942–1946, chef för Artilleri- och ingenjörhögskolan 1946–1951, för Wendes artilleriregemente 1951–1954, ställföreträdande militärbefälhavare vid VI. militärområdet 1954–1959 och artilleriinspektör 1959–1961. Kihlblom invaldes som ledamot av Krigsvetenskapsakademien 1947. Han blev riddare av Svärdsorden 1942 och av Vasaorden 1946 samt kommendör av andra klassen av Svärdsorden 1951 och kommendör av första klassen 1954. Kihlblom vilar i hustruns familjegrav på Norra begravningsplatsen utanför Stockholm.